# Cité de l'histoire
 (août 2025).
La Cité de l'histoire est un musée français situé à La Défense près de Paris.

## Histoire
Il a été inauguré le 17 janvier 2023 par le président de Paris La Défense, Georges Siffredi.
Le musée est situé sous l'Arche de la Défense.

## Collection
Le musée propose un voyage à travers le temps et l'histoire grâce à des technologies innovantes. La Cité de l'Histoire, d'une superficie de 6 000 m², comprend trois espaces. Le premier est un parcours immersif intitulé « La Clé des Siècles ». Des procédés permettent une expérience sensorielle et visuelle dans ses 17 salles, qui couvrent 12 siècles d'histoire.
L'Ellipse 360° est un spectacle vidéo autour d'une personnalité (en juillet 2025, Jules César), projeté dans une arène. Enfin, la frise chronologique numérique interactive rassemble 400 dates et permet aux visiteurs d'en apprendre davantage sur les moments clés de l'histoire.